# サクラメント (カリフォルニア州)
サクラメント（Sacramento, 英語発音: /ˌsækrəˈmɛn(t)oʊ/）は、アメリカ合衆国カリフォルニア州北部サクラメント郡の都市。カリフォルニア州都ならびにサクラメント郡の郡庁所在地である。

## 概要
人口は524,943人（2020年国勢調査）。都市圏 (MSA) 人口は2,397,382人（2020年国勢調査）である。古くから交易の場として栄え、スイス人のジョン・サッターによってコロニーが建設されたことが、現在の発展の元となる。後に州がゴールドラッシュに湧くと、1854年に州都が置かれ、今に至る。ゴールドラッシュが終焉を迎えると今度は肥沃な農作物、野菜の取引所として発展した。最初の大陸横断鉄道の建設にあたっては西側から建設するセントラル・パシフィック鉄道の起点となり、1863年に敷設開始、1869年には東海岸までの全通を迎えている。また、今日では政治・行政の中心であるほか、半導体や電子機器など最先端産業の進出も目立っている。プロスポーツにはNBAのサクラメント・キングスと、多田野数人や中島裕之が所属したことで知られるMiLBのサクラメント・リバーキャッツがある。漢字では、桜府や桜都と表記されることもあるが、桜とは無関係で英語のsacred（神聖な）と語源は同じである。
第二次世界大戦以前には日本人街があり、日本から住友銀行が進出して加州住友銀行が設置されることもあった。

## 地理
サクラメントはサンフランシスコの北東約136kmに位置している。またロサンゼルスの北619kmのI-5号線上にあり、ネバダ州リノの南西217kmのI-80号線上にある。
アメリカ合衆国統計局によると、この都市は総面積257.0 km2である。このうち251.6 km2が陸地で、5.4 km2が水地域であり、総面積の2.1%が水地域となっている。
この都市はサクラメント川及びアメリカン川の合流点に位置しており、サスーン(Suisun)湾及びサクラメント川三角州 (Sacramento River Delta) を通り運河によってサンフランシスコ湾へ繋がっている奥まった港を持っている。

## 人口動勢
2000年国勢調査で、この都市は人口407,018人、154,581世帯、及び91,202家族が暮らしている。人口密度は1,617.4/km²である。651.5/km²の平均的な密度に163,957軒の住居が建っている。この都市の人種的構成は白人48.29%、アフリカン・アメリカン15.47%、先住民1.30%、アジア16.62%、太平洋諸島系0.95%、その他の人種10.96%、及び混血6.41%である。人口の21.61%がヒスパニックまたはラテン系である。
154,581世帯のうち、30.2%が18歳未満の子供と一緒に生活しており、38.4%は夫婦で生活している。15.4%は未婚の女性が世帯主であり、41.0%は結婚していない。32.0%は1人以上の独身の居住者が住んでおり、9.2%は65歳以上で独身である。1世帯の平均人数は2.57人であり、結婚している家庭の場合は、3.35人である。
この都市内の住民は27.3%が18歳未満の未成年、18歳以上24歳以下が10.4%、25歳以上44歳以下が30.7%、45歳以上64歳以下が20.2%、及び65歳以上が11.4%にわたっている。中央値年齢は33歳である。女性100人ごとに対して男性は94.5人である。18歳以上の女性100人ごとに対して男性は91.0人である。
この都市の世帯ごとの平均的な収入は37,049米ドルであり、家族ごとの平均的な収入は42,051米ドルである。男性は35,946米ドルに対して女性は31,318米ドルの平均的な収入がある。この都市の一人当たりの収入 (per capita income) は18,721米ドルである。人口の20.0%及び家族の15.3%は貧困線以下である。全人口のうち18歳未満の29.5%及び65歳以上の9.0%は貧困線以下の生活を送っている。

## 教育

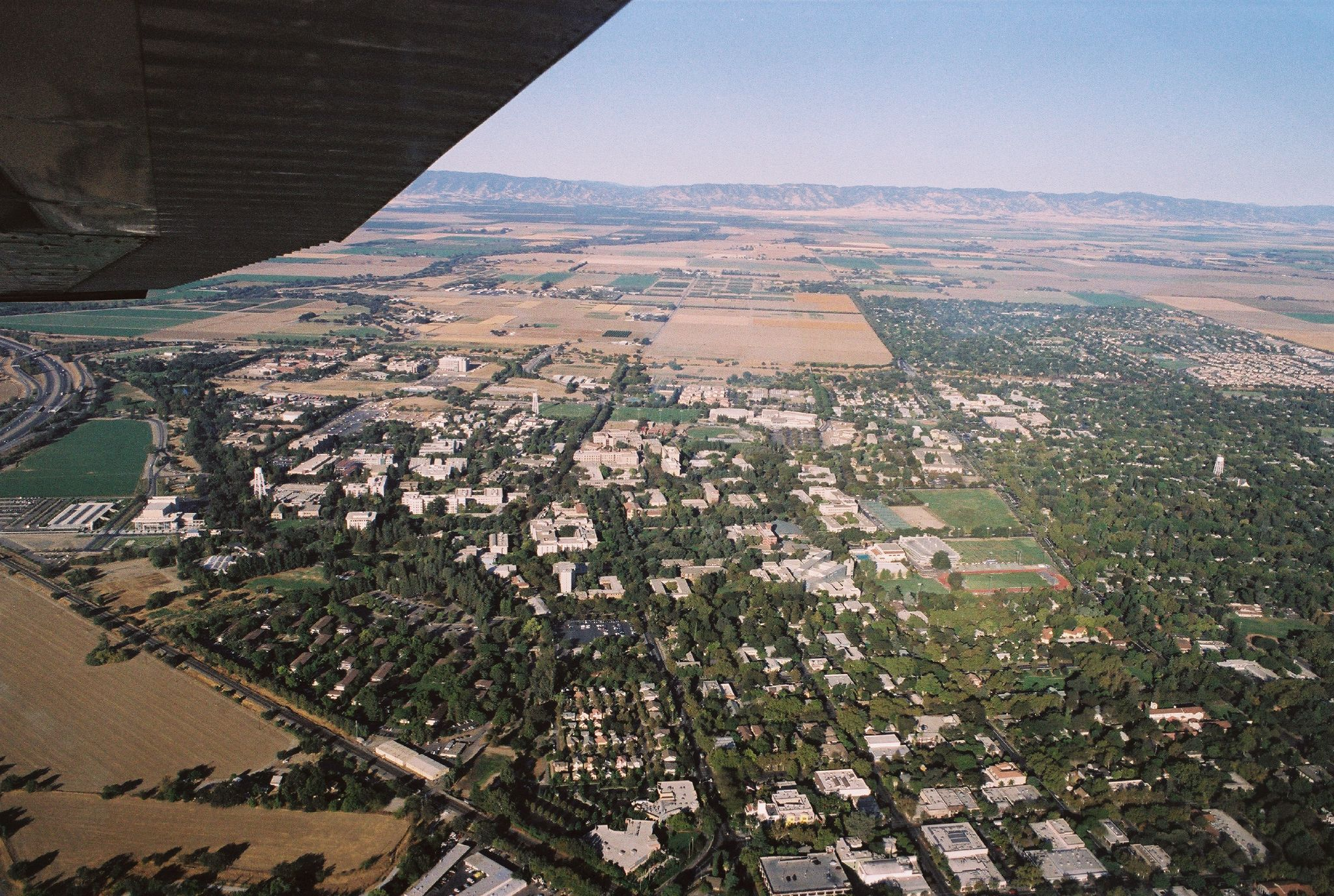
カリフォルニア大学デービス校

### 大学
カリフォルニア大学デービス校は1905年に設立された州立大学である。農学部は世界トップクラスと言われている。
サクラメント州立大学は1947年に「Sacramento State College」として創立された、2004年、登録者は8つの学部に学部生22,555人並びに大学院生5,417人となっている。

## 交通

### 空港
- サクラメント国際空港

### 鉄道
- サクラメント・バレー駅

### 地域交通
- サクラメント地域交通局（ライトレール、バス）

### 道路

#### 高速道路
- 州間高速道路5号線
- 州間高速道路80号線

#### 国道
- 国道50号線

#### 州道
- カリフォルニア州道99号線
- カリフォルニア州道160号線

## 観光

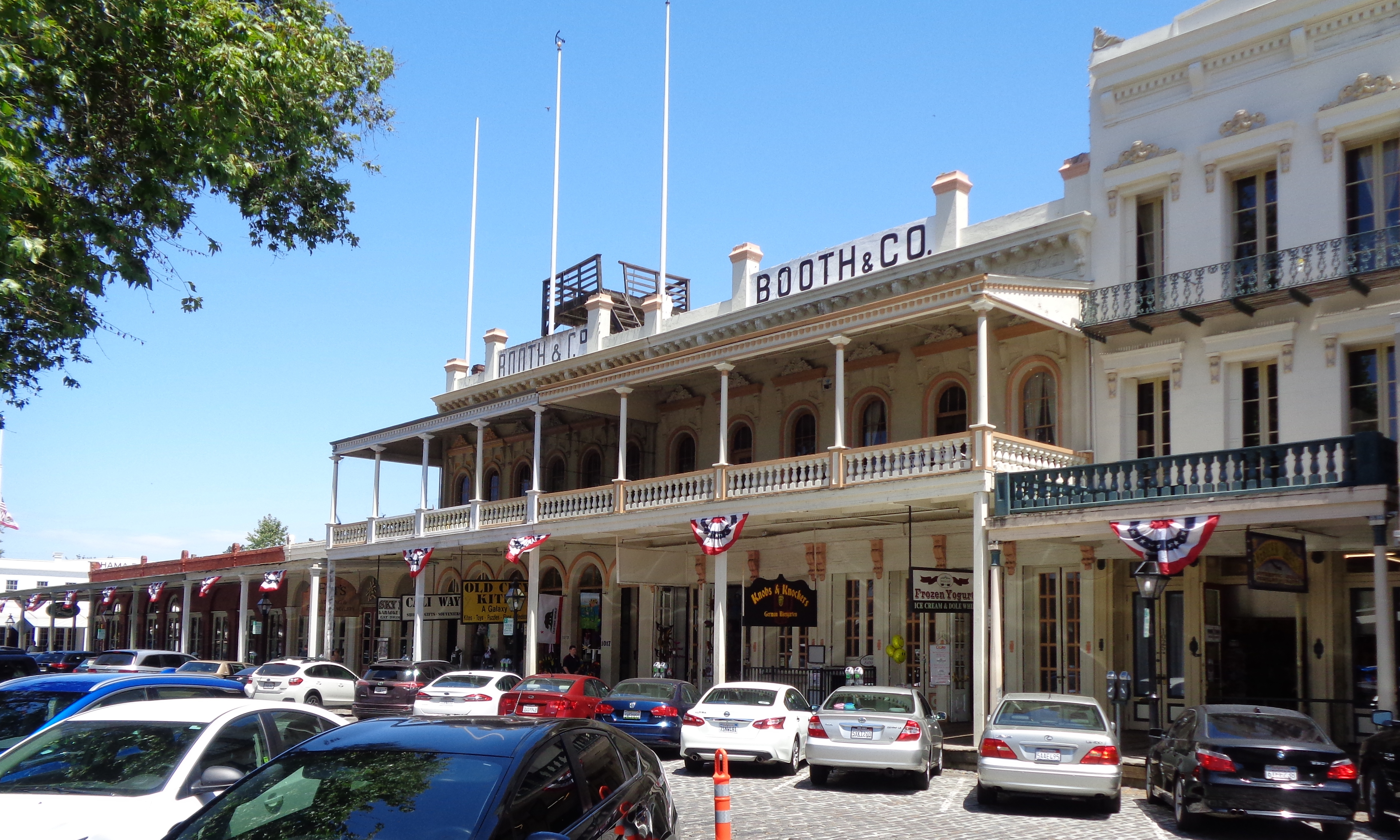
オールドサクラメントの街並み

サクラメント川に面した船着場付近に歴史的街並みが保存された「オールドサクラメント」とよばれる街区があり観光名所となっている。

## スポーツ

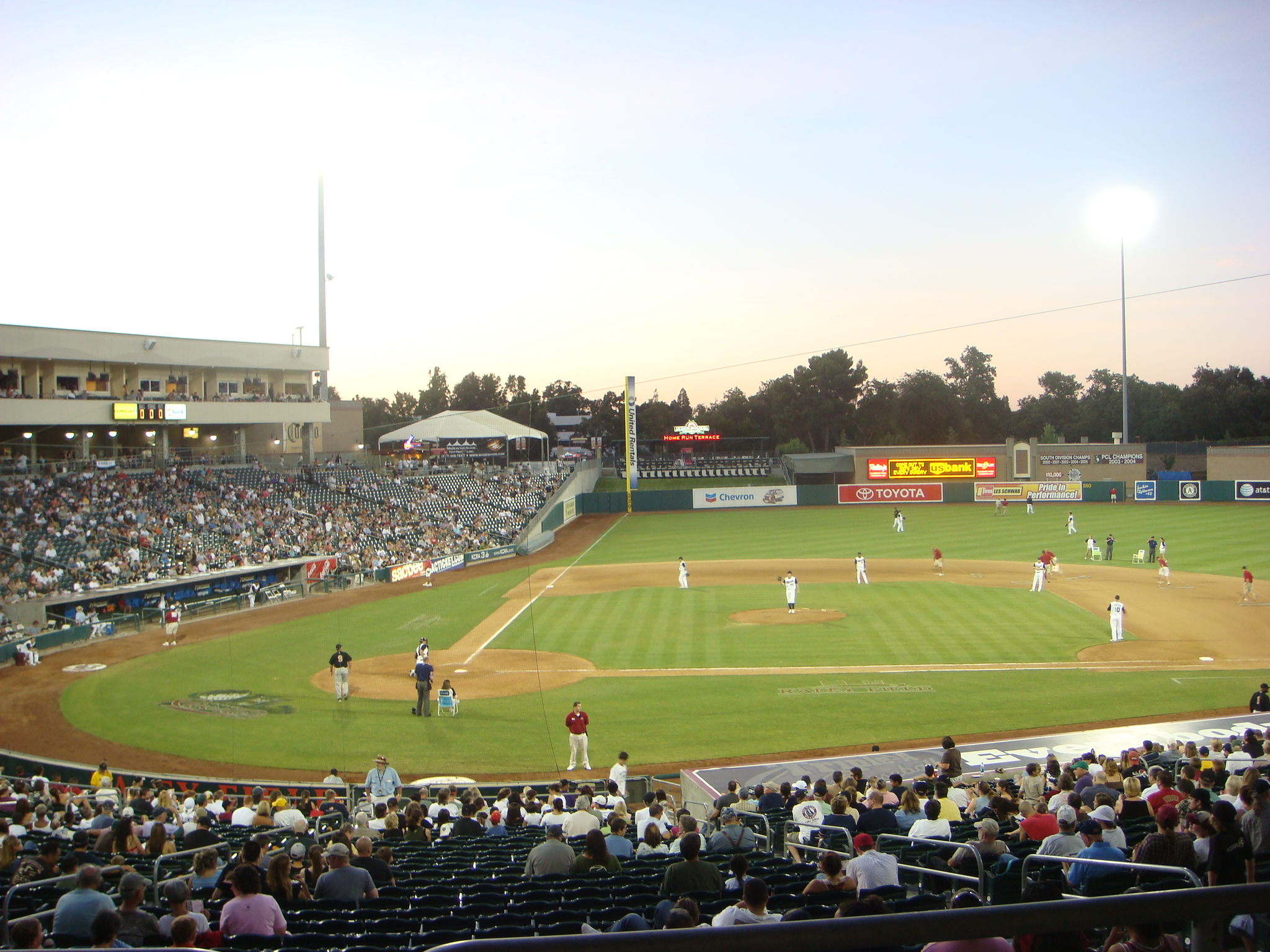
ラリー・フィールド

### バスケットボール
- サクラメント・キングス（NBA・ウェスタンカンファレンス）- ゴールデン1センター

### 野球
- アスレチックス（MLB・アメリカン・リーグ）- サター・ヘルス・パーク　(2025年-2027年)
- サクラメント・リバーキャッツ（MiLB・パシフィックコーストリーグ）- ラリー・フィールド

## ギャラリー

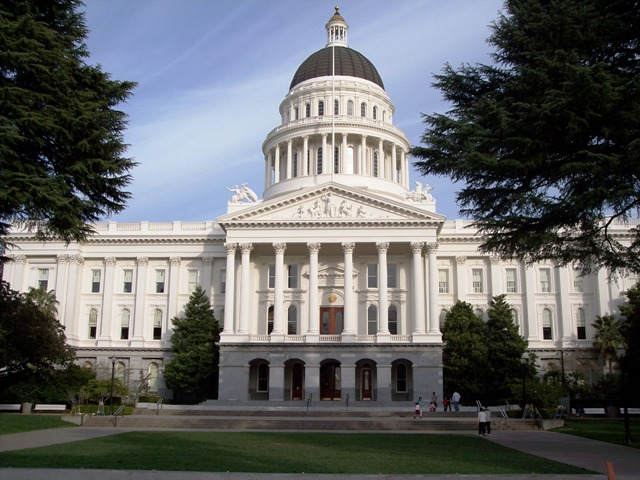
カリフォルニア州会議事堂
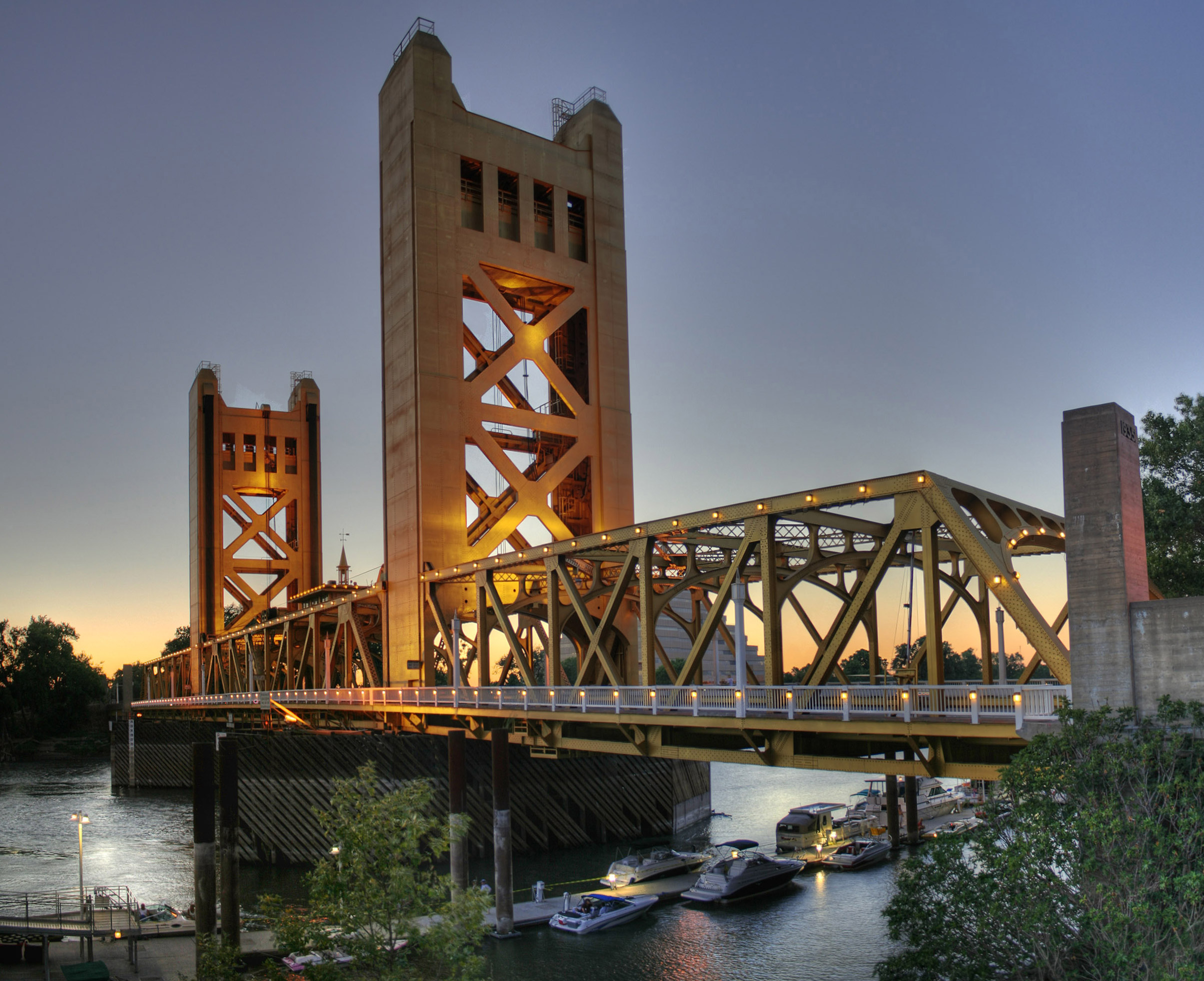
サクラメント・タワーブリッジ
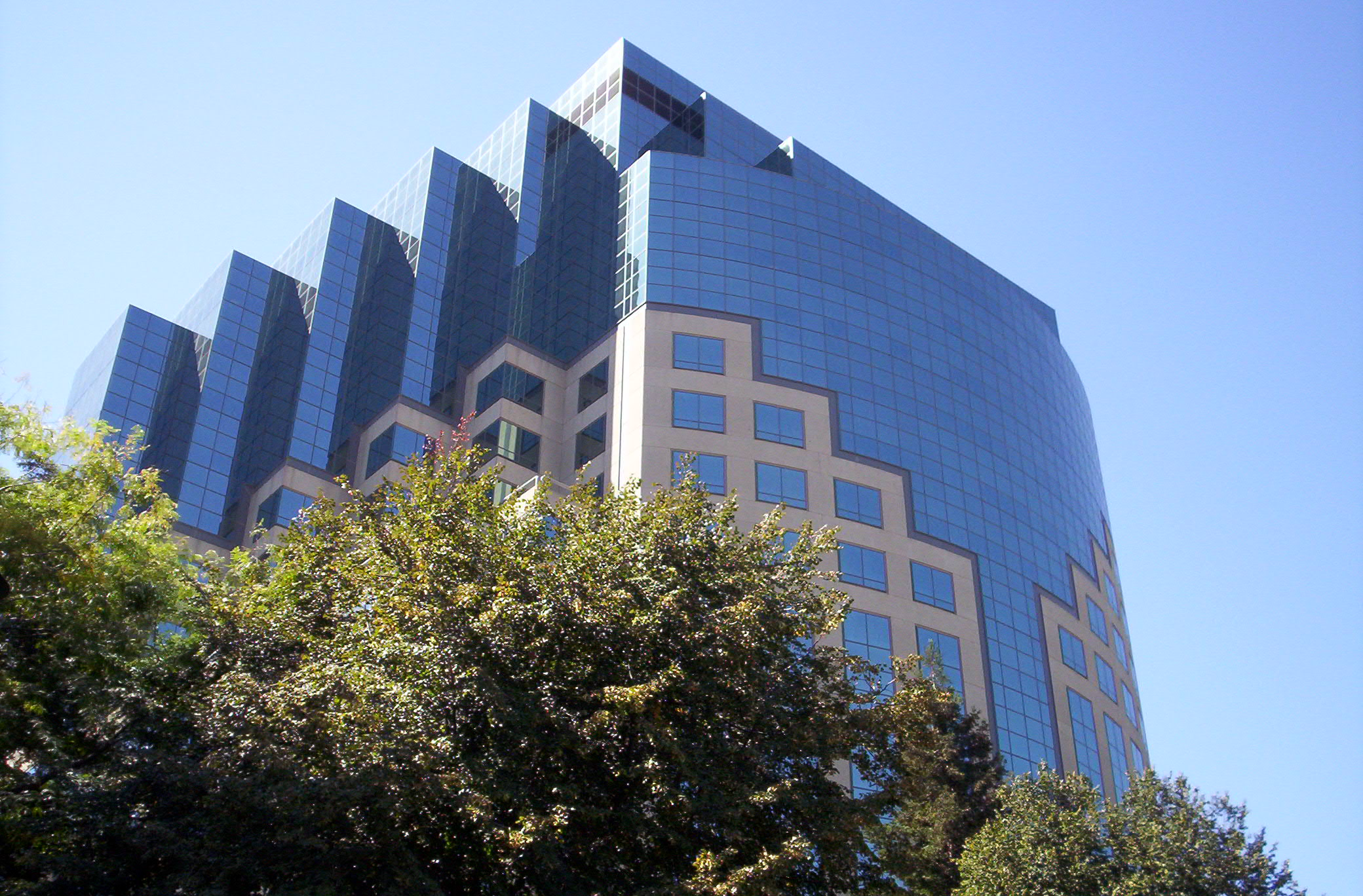
ウエストアメリカン銀行ビル
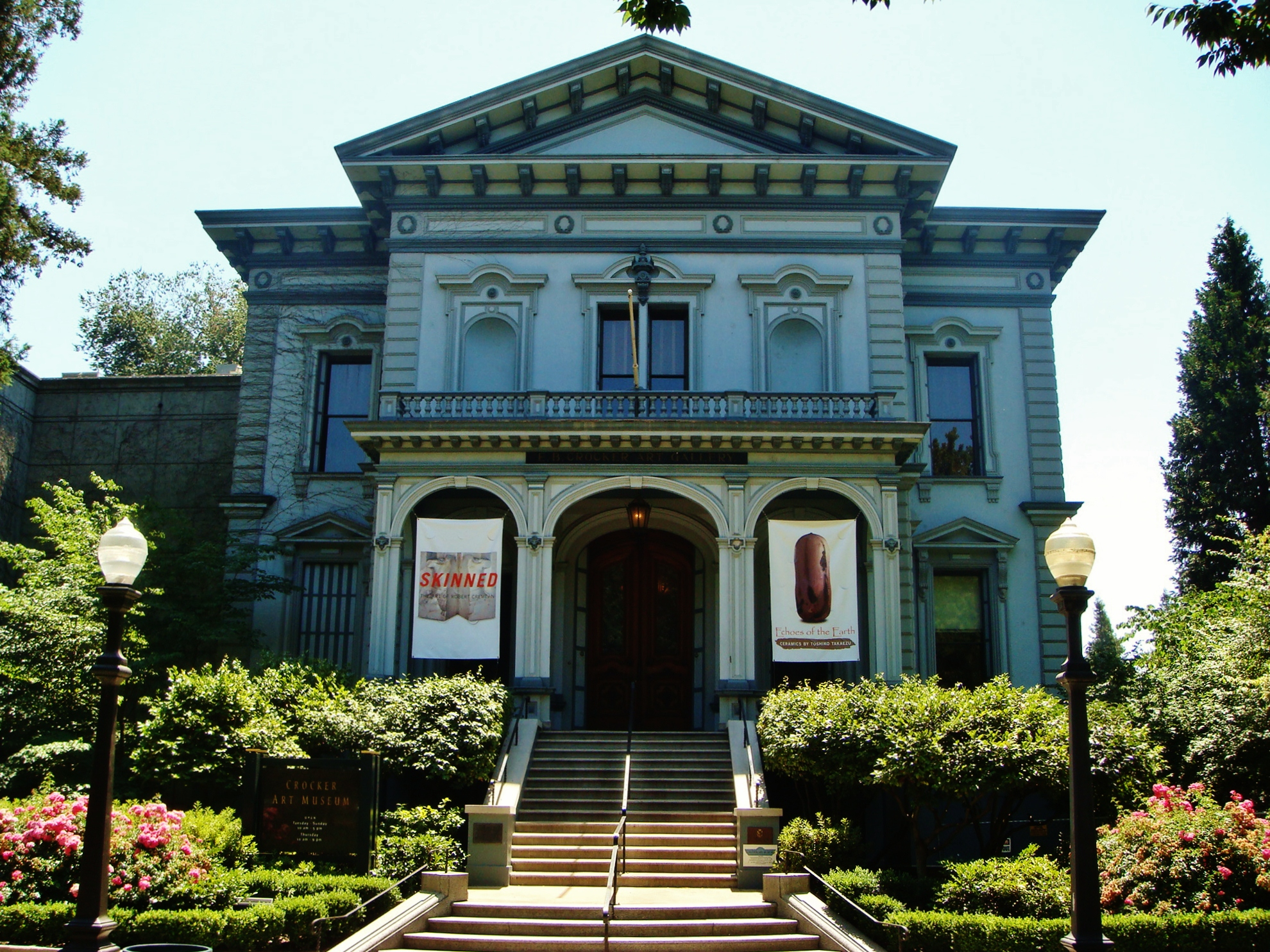
陶磁器美術館

## 対外関係

### 姉妹都市・提携都市
サクラメント市はSister Cities International, Inc. (SCI) によって指定された、8つの姉妹都市がある。
| - ハミルトン（ニュージーランド王国） - 済南市（中華人民共和国） - リースタル（スイス連邦） - マニラ（フィリピン共和国） | - 松山市（日本国 四国地方 愛媛県） - 龍山区（大韓民国 ソウル特別市） - キシナウ（モルドバ共和国） - グルノーブル（フランス共和国） |